# Alfred Zimmer (Mediziner)
Alfred Zimmer (* 2. März 1923 in Neiße/Oberschlesien; † 24. März 2008 in Türkenfeld) war ein deutscher Arzt, Sanitätsoffizier und Generalarzt des Heeres der Bundeswehr. 

## Leben
Zimmer, Sohn eines Obersteuerinspektors, trat 1940 in die Wehrmacht als Sanitätsoffizieranwärter ein. Er war während des Zweiten Weltkriegs bereits in Frankreich und Russland eingesetzt, bevor er an die Militärärztliche Akademie in Berlin versetzt wurde. Das Studium absolvierte er an der Humboldt-Universität zu Berlin, an der Albert-Ludwigs-Universität Freiburg und an der Universität Straßburg. Im Mai 1944 wurde er zum Feldunterarzt befördert und war in Folge in Frankreich und dann als Kampfgruppenarzt im Rheinland eingesetzt. Nach Kriegsende geriet er in US-amerikanische Kriegsgefangenschaft. 
Zimmer konnte das Studium der Humanmedizin nach seiner Entlassung im Jahr 1946 fortsetzen. Nach erfolgreichem Staatsexamen im Jahr 1949 und erfolgter Approbation im Jahr darauf war er in verschiedenen klinischen Verwendungen tätig.
Im September 1956 trat Zimmer in die neu aufgestellte Bundeswehr ein. Im Dienstgrad Stabsarzt war er kurzfristig bei der Aufnahmeorganisation und dann als Truppenarzt eingesetzt, dann als Kompaniechef der Luftlandesanitätskompanie des Versorgungsbataillons 266 in Lebach, als Brigadearzt der Fallschirmjägerbrigade 26, als stellvertretender Korpssanitätskommandeur (Sanitätskommando 2 des II. Korps) und als Divisionsarzt der 7. Panzergrenadierdivision in Unna. In seiner letzten militärischen Verwendung war er im Dienstgrad Generalarzt vom 1. Februar 1973 bis zu seiner Entlassung im Juli 1976 Kommandeur der Akademie des Sanitäts- und Gesundheitswesens der Bundeswehr in München.